# Acanthopsoides molobrion
 Acanthopsoides molobrion és una espècie de peix de la família dels cobítids i de l'ordre dels cipriniformes.

## Morfologia
- Els mascles poden assolir 4,5 cm de llargària total.[4][5]

## Hàbitat
Viu en zones de clima tropical.

## Distribució geogràfica
Es troba a Malàisia, Borneo i la conca del riu Mekong.